# Tín nhiệm sản phẩm
Trong kinh tế học, tín nhiệm sản phẩm (dollar voting) là một khái niệm được dùng để giải thích sự ảnh hưởng từ việc lựa chọn mua hàng của khách hàng đến việc sản phẩm có được tiếp tục sản xuất để đưa ra thị trường hay không. Mỗi một đồng đô-la được trả cho một sản phẩm đều được xem là "tín nhiệm sản phẩm" cho sản phẩm đó, giúp ta hiểu được rằng một sản phẩm có càng nhiều "tín nhiệm sản phẩm" thì càng mang lại nhiều lợi nhuận và vì vậy sẽ càng được sản xuất nhiều.